# Vlčany
Vlčany (in ungherese Vágfarkasd) è un comune della Slovacchia facente parte del distretto di Šaľa, nella regione di Nitra.